# Museo dell'assicurazione ETS
Il Museo dell'assicurazione ETS è una fondazione italiana, con sede a Milano, dedicata alla storia dell'assicurazione.
Il Museo è uno dei principali enti italiani che opera specificamente nella tutela e nella valorizzazione di beni d'interesse storico e artistico connessi alla storia dell'assicurazione.

## Scopi e attività
Costituito nel 2004 come Fondazione Mansutti - dal nome del suo fondatore, Francesco Mansutti, - il Museo «si occupa della promozione e della valorizzazione di cose d'interesse artistico e storico riferite alla storia dell'assicurazione (a partire dal secolo XV) allo scopo di conservare, tutelare, promuovere, valorizzare e divulgare il proprio patrimonio di interesse storico», costituitosi nell'arco di oltre sessant'anni di ricerche e di mettere in atto accordi e convenzioni con centri di ricerca e istituzioni pubbliche e private. Per conseguire questi scopi nel 2013 il Museo si è dotato di un Comitato Scientifico.

## Il patrimonio

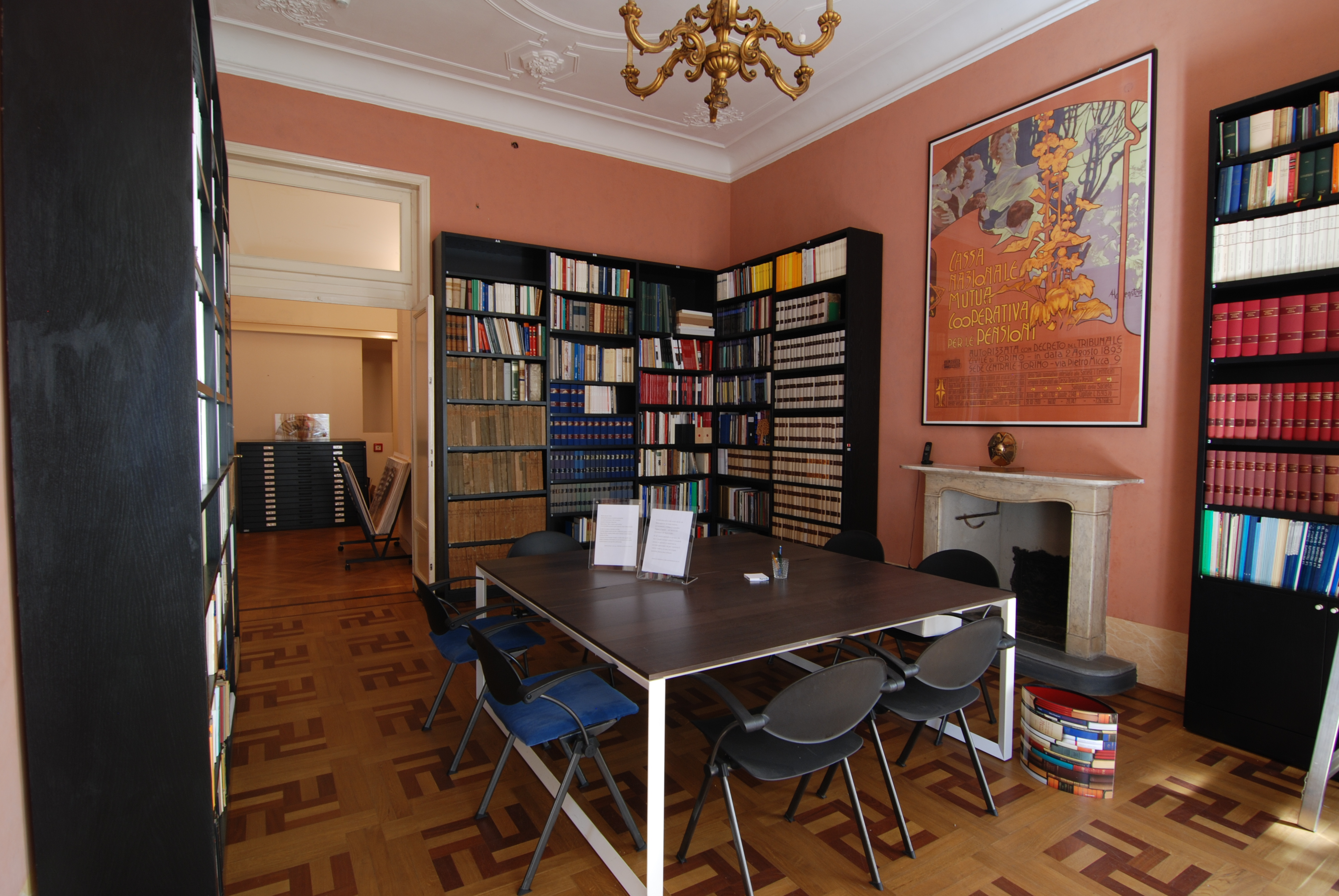
La sala rosa

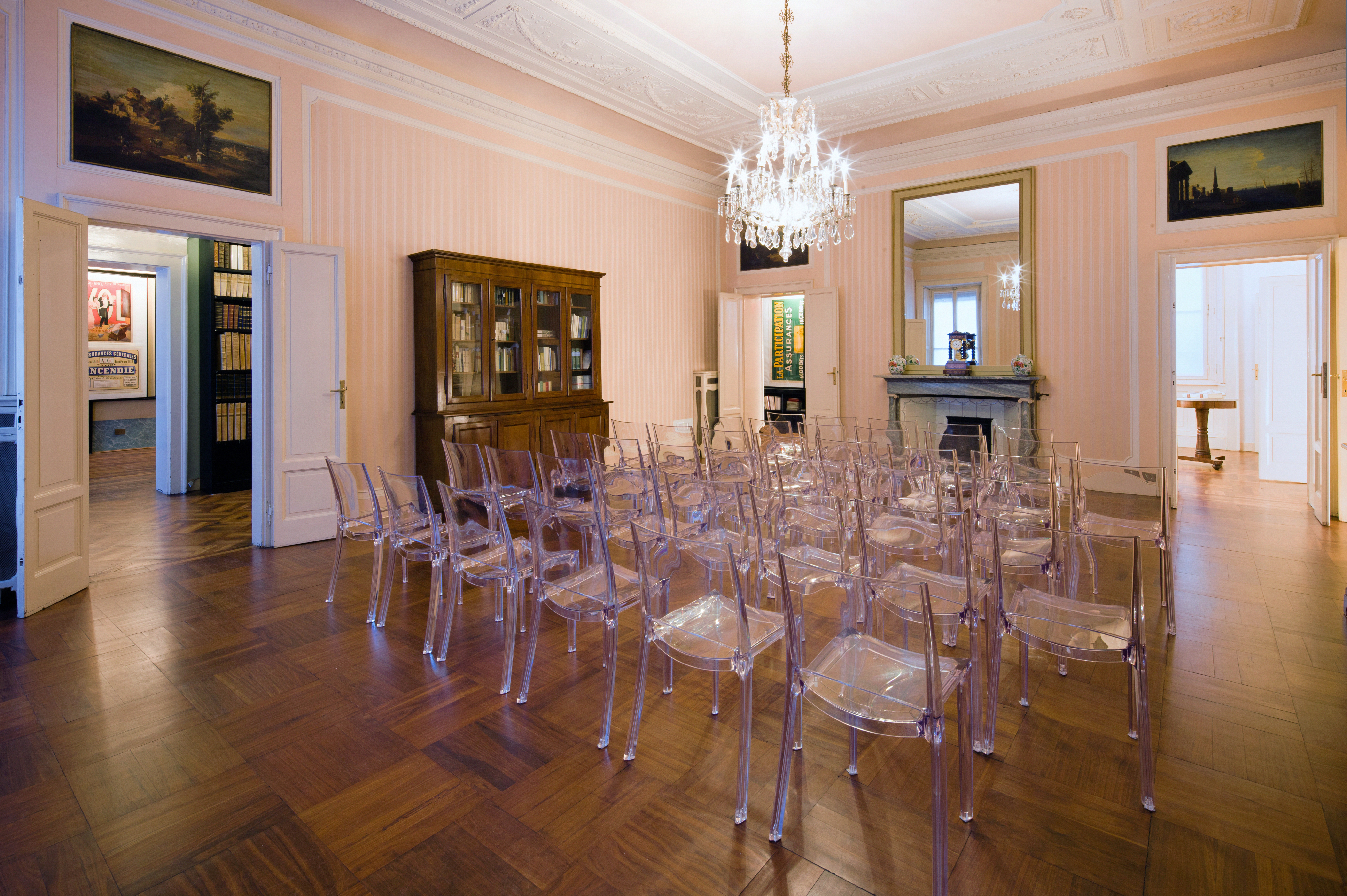
La sala grande

Il Museo possiede un patrimonio culturale costituito da raccolte museali, una biblioteca e un fondo archivistico.

### Le raccolte museali
Le raccolte del Museo comprendono: una collezione di 500 manifesti pubblicitari di compagnie assicurative; una collezione di 3000 polizze e di 200 azioni di compagnie assicurative; una colelzioni di 837 targhe incendio raccolte in Italia e in Ungheria.

#### I manifesti
I manifesti, realizzati per conto di compagnie assicurative italiane e straniere, sono stati prodotti tra la seconda metà del XIX secolo e la prima metà del XX secolo. Il periodo storico maggiormente rappresentato si colloca tra il 1890 e il 1915, l'età d'oro della cartellonistica. La presenza più significativa è quella dei manifesti italiani e francesi; la collezione include esemplari provenienti anche da altri paesi, tra cui Svizzera, Paesi Bassi, Russia, Asia e Stati Uniti. Circa la metà dei manifesti della collezione è stata catalogata nel SIRBeC (Sistema Informativo Regionale Beni Culturali) della Regione Lombardia e può essere consultata nel portale Lombardia Beni Culturali.

#### Le polizze e le azioni
La collezione di polizze comprende esemplari provenienti da ogni parte del mondo, stipulati in un arco cronologico che va dalla seconda metà del XVI secolo fino alla metà del XX secolo. I contratti più antichi sono redatti a mano e assicurano il trasporto di merci via mare; il fondo custodisce, tra le altre, polizze maltesi del XIX secolo, polizze sulla vita degli schiavi, quelle contro il rischio di richiamo alle armi o sull'investimento dei risparmi dei giovani Balilla.
La raccolta di azioni comprende documenti di compagnie di assicurazione italiane e straniere a partire dal XVIII secolo fino alla metà del XX secolo.

#### Le targhe incendio
La raccolta di targhe incendio, frutto del dono di Vito Platania, studioso fiorentino e collezionista di targhe, è costituita da 637 targhe di compagnie assicurative attive in Italia dagli inizi del XIX secolo e da una collezione di 200 targhe ungheresi. Affisse fin dal XVII secolo all'ingresso degli stabili assicurati, avevano lo scopo di segnalare il nome della compagnia alle squadre private di pompieri che intervenivano in caso d'incendio.

### La biblioteca
Il patrimonio librario è costituito da oltre seimila volumi e consiste in libri antichi, libri moderni e periodici incentrati sulla storia assicurativa; fanno parte della biblioteca anche alcuni manoscritti, tra cui il trattato sull'usura di San Bernardino da Siena della seconda metà del XV secolo e la rare prime edizioni del Tractatus de assecurationibus del portoghese Pedro de Santarém e del Tractatus de jure assecurationum del tedesco Johann Adolph Krohn. Il Museo è presente all'interno dell'Anagrafe delle biblioteche italiane e il suo patrimonio librario (libri antichi e moderni) può essere ricercato anche nell'OPAC dell'Istituto Centrale per il Catalogo Unico e del Servizio Bibliotecario Nazionale. Nel 2019 oltre un centinaio di volumi della biblioteca dedicati alla storia delle compagnie assicurative in Italia è stato oggetto di digitalizzazione all'interno del progetto Biblioteca Digitale Lombarda.

### Il fondo archivistico
Nel 2021 il Museo ha acquisito, tramite donazione da parte degli eredi, l'archivio di Piero Sacerdoti. Composto da circa 1600 documenti, copre un arco temporale che va dal 1925 al 1988 e testimonia in particolare l'attività assicurativa del professor Sacerdoti.

## Le pubblicazioni

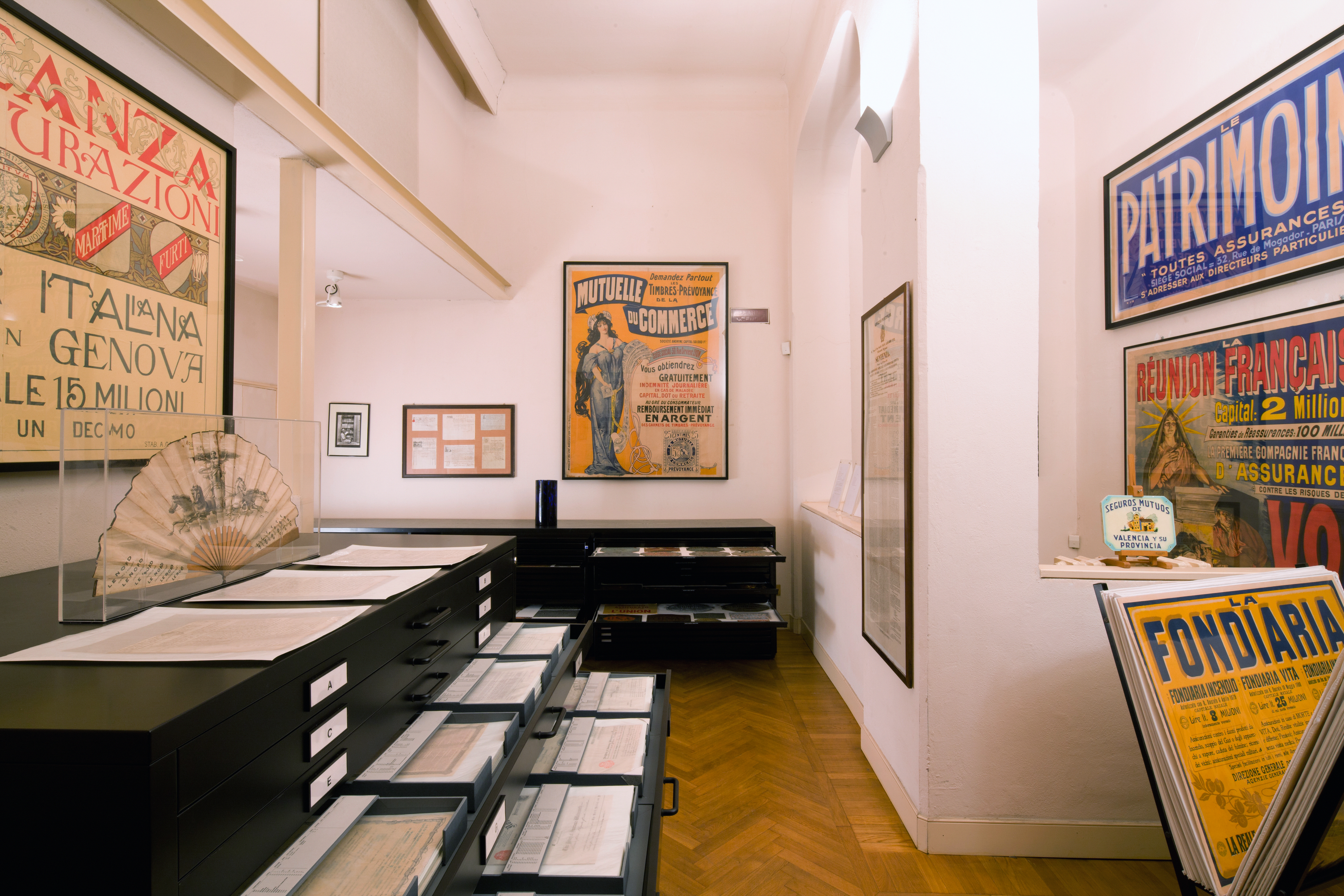
La sala Platania

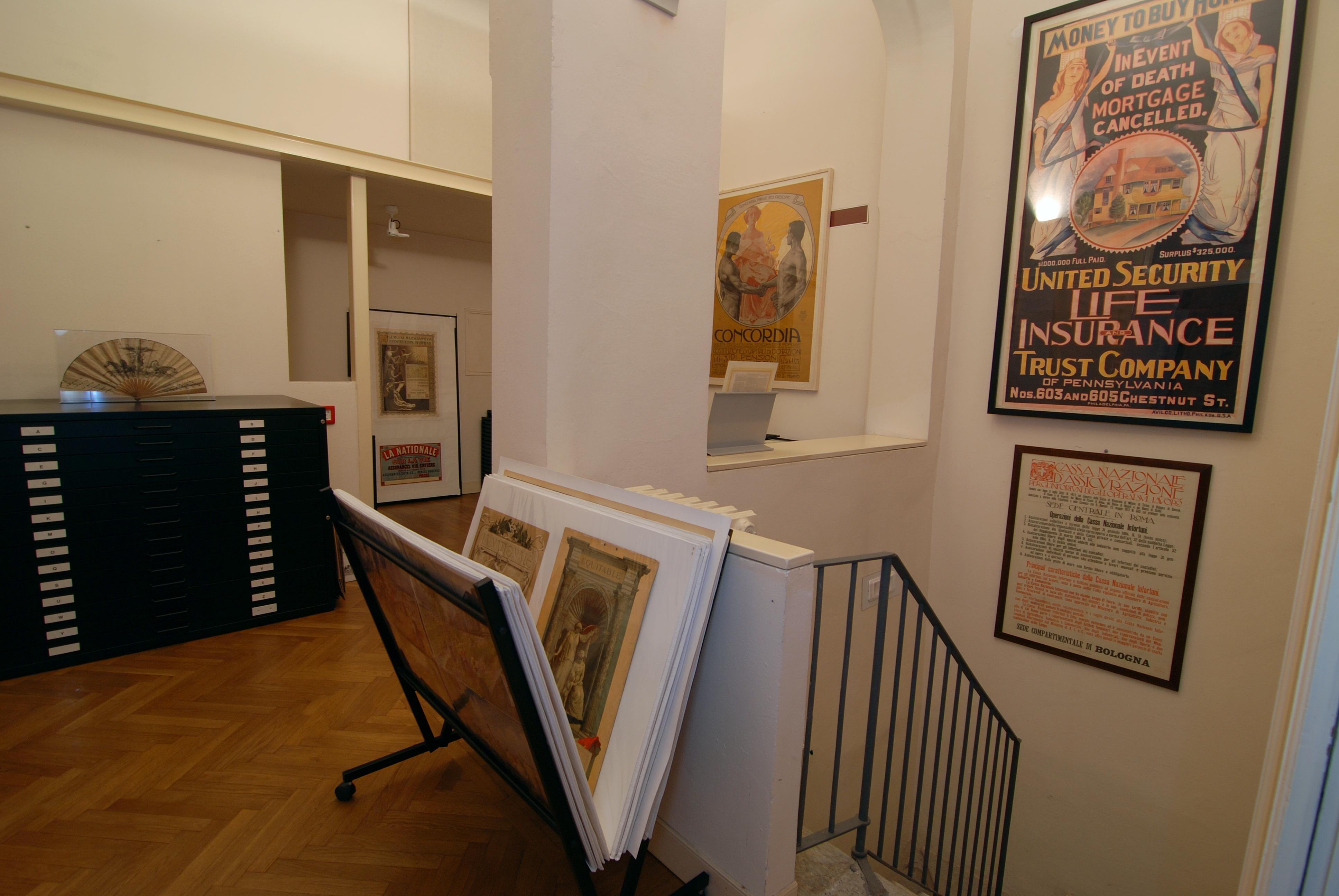
Parte dell'esposizione museale

### Quaderni di sicurtà
Nel Medioevo, quaderni di sicurtà era il termine con cui venivano chiamati i registri contabili sui quali le aziende di commercio annotavano gli elementi essenziali dei contratti di assicurazione sottoscritti. Quaderni di sicurtà è anche il titolo del catalogo dei libri conservati nella biblioteca del Museo. Apparso nella sua prima edizione nel 1996, è stato aggiornato con una nuova edizione nel 2012, nella quale sono descritte 470 opere antiche nel volume cartaceo e oltre 3000 opere moderne (stampate a partire dal 1831) nel cd-rom allegato.

### L'affascinante storia dell'assicurazione
Il volume, intitolato L'affascinante storia dell'assicurazione, racconta sette secoli di storia dell'assicurazione, dalle prime polizze dei mercanti fiorentini e genovesi alle controversie fra canonisti e moralisti sulla liceità del contratto assicurativo, fino al successivo sviluppo del calcolo delle probabilità e la nascita delle prime compagnie di assicurazione. L'apparato iconografico include una selezione di manifesti pubblicitari conservati presso il Museo, a firma di illustratori italiani come Marcello Dudovich, Gino Boccasile, Osvaldo Ballerio e Leopoldo Metlicovitz.

### I manifesti e l'assicurazione
Il volume, intitolato I manifesti e assicurazione, raccoglie un ricco apparato iconografico, costituito da 130 manifesti pubblicitari conservati presso il MUseo e realizzati da illustratori e cartellonisti italiani e stranieri, come Adolf Hohenstein, i triestini Marcello Dudovich e Leopoldo Metlicovitz, Federico Seneca e Umberto Boccioni. 

## Le mostre
Scacco al rischio!
Dal 28 gennaio al 9 aprile 2016 la Biblioteca Sormani di Milano ha ospitato la mostra Scacco al rischio! Fortuna, sventura, calcolo nell'assicurazione dal Medioevo a oggi organizzata dall'allora Fondazione Mansutti e curata da Marina Bonomelli e Claudia Di Battista, con il contributo di Fondazione Cariplo. In esposizione sono stati presentati rari documenti come libri, polizze, targhe-incendio, manifesti, provenienti dal patrimonio del Museo e dall'Archivio di Stato di Genova.
Ond'evitar tegole in testa!
Dall'11 ottobre 2019 al 15 gennaio 2020 APE Parma Museo di Parma ha ospitato la mostra Ond'evitar tegole in testa! Sette secoli di assicurazione organizzata dall'allora Fondazione Mansutti e curata da Marina Bonomelli e Claudia Di Battista, con il contributo di ANIA. In esposizione, oltre a numerosi documenti come libri antichi, targhe-incendio, orologi-salvadaio e polizze, erano esposti 94 manifesti pubblicitari, provenienti dal patrimonio del Museo. La parte finale dell'esposizione è stata dedicata a Ugo Nespolo e alla sua interpretazione del mondo assicurativo.
Un mare di rischi
Dal 30 gennaio al 29 marzo del 2020 il Galata Museo del Mare di Genova ha ospitato la mostra Un mare di rischi - tra pirati, scommesse e mercanti organizzata dall'allora Fondazione Mansutti e curata da Marina Bonomelli e Claudia Di Battista, in collaborazione con Mu.MA e l'Associazione Promotori Musei del Mare e con il contributo di MR InternationalLawyers e SIAT - Società Italiana di Assicurazioni. In esposizione erano presenti libri antichi, manoscritti, polizze e azioni di compagnie assicurative, targhe-incendio e una selezione di manifesti pubblicitari, provenienti dal patrimonio del Museo. Inoltre, è stata esposta la prima polizza di assicurazione giunta sino a noi, stipulata nel 1343 da un notaio genovese e custodita presso l'Archivio di Stato di Genova.

## La biblioteca digitale

Incipiunt statuta albingane, 1519 (Fondazione Mansutti)

Il Museo ha dato il via alla digitalizzazione dei propri testi antichi più importanti dal punto di vista della tematica assicurativa. Le prime opere digitalizzate sono: De contractibus et usuris di San Bernardino da Siena (XV secolo), Tractatus de assecurationibus & sponsionibus mercatorum di Pedro Santerna (1552), Tractatus de assecurationibus di Benvenuto Stracca (1569), An Essay on Insurances di Nicolas Magens (1755), Traité des assurances et des contrats à la grosse di Balthazard Marie Émérigon (1783), Trattato delle assicurazioni marittime di Ascanio Baldasseroni (1801).